# Distretto di Bor (Turchia)

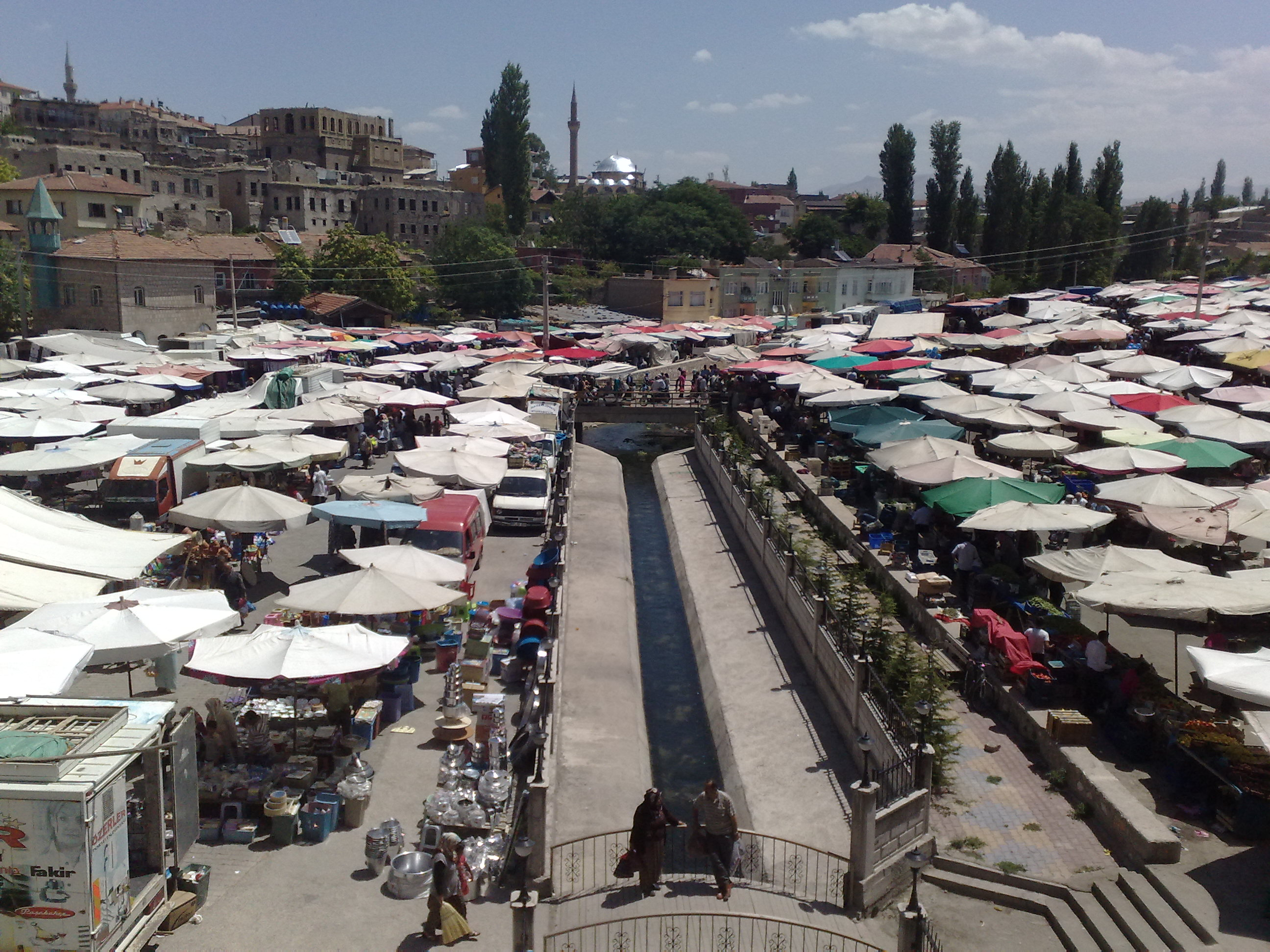
Bor Bazaar

Il distretto di Bor (in turco Bor ilçesi) è uno dei distretti della provincia di Niğde, in Turchia.